# Velika nagrada Mađarske

## Pobjednici

### Višestruki pobjednici (vozači)
| Pobjede | Vozač              | Pobjednička godina                                     |
| ------- | ------------------ | ------------------------------------------------------ |
| 8       | Lewis Hamilton     | 2007., 2009., 2012., 2013., 2016., 2018., 2019., 2020. |
| 4       | Michael Schumacher | 1994., 1998., 2001., 2004.                             |
| 3       | Ayrton Senna       | 1988., 1991., 1992.                                    |
| 2       | Nelson Piquet      | 1986., 1987.                                           |
| 2       | Damon Hill         | 1993., 1995.                                           |
| 2       | Jacques Villeneuve | 1996., 1997.                                           |
| 2       | Mika Häkkinen      | 1999., 2000.                                           |
| 2       | Jenson Button      | 2006., 2011.                                           |
| 2       | Sebastian Vettel   | 2015., 2017.                                           |

### Višestruki pobjednici (konstruktori)
| Pobjede | Konstruktor | Pobjednička godina                                                                 |
| ------- | ----------- | ---------------------------------------------------------------------------------- |
| 12      | McLaren     | 1988., 1991., 1992., 1999., 2000., 2005., 2007., 2008., 2009., 2011., 2012., 2013. |
| 7       | Williams    | 1986., 1987., 1990., 1993., 1995., 1996., 1997.                                    |
| 7       | Ferrari     | 1989., 1998., 2001., 2002., 2004., 2015., 2017.                                    |
| 5       | Mercedes    | 2013., 2016., 2018., 2019., 2020.                                                  |
| 3       | Red Bull    | 2010., 2014., 2022.                                                                |

### Pobjednici po godinama
| Godina | Vozač              | Bolid                |
| ------ | ------------------ | -------------------- |
| 1986.  | Nelson Piquet      | Williams-Honda       |
| 1987.  | Nelson Piquet      | Williams-Honda       |
| 1988.  | Ayrton Senna       | McLaren-Honda        |
| 1989.  | Nigel Mansell      | Ferrari              |
| 1990.  | Thierry Boutsen    | Williams-Renault     |
| 1991.  | Ayrton Senna       | McLaren-Honda        |
| 1992.  | Ayrton Senna       | McLaren-Honda        |
| 1993.  | Damon Hill         | Williams-Renault     |
| 1994.  | Michael Schumacher | Benetton-Ford        |
| 1995.  | Damon Hill         | Williams-Renault     |
| 1996.  | Jacques Villeneuve | Williams-Renault     |
| 1997.  | Jacques Villeneuve | Williams-Renault     |
| 1998.  | Michael Schumacher | Ferrari              |
| 1999.  | Mika Häkkinen      | McLaren-Mercedes     |
| 2000.  | Mika Häkkinen      | McLaren-Mercedes     |
| 2001.  | Michael Schumacher | Ferrari              |
| 2002.  | Rubens Barrichello | Ferrari              |
| 2003.  | Fernando Alonso    | Renault              |
| 2004.  | Michael Schumacher | Ferrari              |
| 2005.  | Kimi Räikkönen     | McLaren-Mercedes     |
| 2006.  | Jenson Button      | Honda                |
| 2007.  | Lewis Hamilton     | McLaren-Mercedes     |
| 2008.  | Heikki Kovalainen  | McLaren-Mercedes     |
| 2009.  | Lewis Hamilton     | McLaren-Mercedes     |
| 2010.  | Mark Webber        | Red Bull-Renault     |
| 2011.  | Jenson Button      | McLaren-Mercedes     |
| 2012.  | Lewis Hamilton     | McLaren-Mercedes     |
| 2013.  | Lewis Hamilton     | Mercedes             |
| 2014.  | Daniel Ricciardo   | Red Bull-Renault     |
| 2015.  | Sebastian Vettel   | Ferrari              |
| 2016.  | Lewis Hamilton     | Mercedes             |
| 2017.  | Sebastian Vettel   | Ferrari              |
| 2018.  | Lewis Hamilton     | Mercedes             |
| 2019.  | Lewis Hamilton     | Mercedes             |
| 2020.  | Lewis Hamilton     | Mercedes             |
| 2021.  | Esteban Ocon       | Alpine-Renault       |
| 2022.  | Max Verstappen     | Red Bull Racing-RBPT |